# Geophilus sibiricus
Geophilus sibiricus är en mångfotingart som beskrevs av Stuxberb 1876. Geophilus sibiricus ingår i släktet Geophilus och familjen storjordkrypare. Inga underarter finns listade i Catalogue of Life.